# Our House (Madness)
Our House è un singolo del gruppo musicale britannico Madness, pubblicato nel 1982 ed estratto dall'album The Rise & Fall.

## Tracce
7" (UK)
1. Our House – 3:23
2. Walking with Mr. Wheeze – 3:31

7" (USA)
1. Our House – 3:20
2. Cardiac Arrest – 2:58